# Бариды
Бариды (лат. Baris) — род жуков-долгоносиков из подсемейства Baridinae.

## Распространение и описание
Капустный, или чёрный, барид (В. carbonaria) встречается в Европейской части России, на Кавказе. Чёрный продолговатый жук дл. 5—8 мм, надкрылья с продольными бороздками, переднеспинка в мелких точках. Личинка белая, дл. до 10 мм. Перезимовавшие в почве жуки весной питаются вначале на сорняках, затем концентрируются на капусте, повреждая верхушечные почки, черешки листьев, стебли, корневую шейку.
Личинки питаются внутри стеблей и корневой шейки.

## Систематика
В составе рода:
- Baris albomaculata (H. Brisout, 1867)
- Baris analis (Olivier, 1790)
- Baris artemisiae (Herbst, 1795)
- Baris convexicollis (Boheman, 1836)
- Baris insularis Desbrochers, 1892
- Baris limbata (H. Brisout, 1870)
- Baris memnonia (Boheman, 1836)
- Baris nesapia Faust, 1887
- Baris novaki Penecke, 1935
- Baris parumpunctata Fairmaire, 1865
- Baris pedemontana Desbrochers, 1908
- Baris rufa (Boheman, 1844)
- Baris rufescens Solari, 1904
- Baris serbica Schultze, 1897
- Baris spitzyi Hochhuth, 1847
- Baris subferruginea Reitter, 1910
- Baris sulcata (Boheman, 1836)